# Ocotepec, Copanatoyac
Ocotepec är en ort i Mexiko.   Den ligger i kommunen Copanatoyac och delstaten Guerrero, i den sydöstra delen av landet, 230 km söder om huvudstaden Mexico City. Ocotepec ligger 1 938 meter över havet och antalet invånare är 499.
Terrängen runt Ocotepec är lite bergig, och sluttar norrut. Runt Ocotepec är det ganska glesbefolkat, med 32 invånare per kvadratkilometer. Närmaste större samhälle är Tlapa de Comonfort, 16,1 km nordost om Ocotepec. I omgivningarna runt Ocotepec växer huvudsakligen savannskog.